# Cilunculus compactus
Cilunculus compactus là một loài nhện biển trong họ Ammotheidae. Loài này thuộc chi Cilunculus. Cilunculus compactus được miêu tả khoa học năm 1991 bởi Stock.